# Lady McLeod (postzegel)

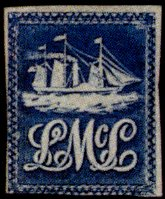
Lady McLeod 5c

De Lady McLeod was een raderstoomboot gebouwd in Schotland en een private lokale postdienst, opgericht door David Bryce. Het is ook de naam van een postzegel.
Tussen 1845 en 1854 voer het schip regelmatig tussen Port of Spain en San Fernando (Trinidad), twee havens aan de westkust van het eiland Trinidad, nu staatkundig onderdeel van Trinidad en Tobago. Onmiddellijk in november 1845 werd begonnen met een lokale postdienst. Er waren twee tarieven: 10 cent per brief of een maandelijks abonnement van $ 1.
In april 1847 introduceerde Bryce zijn Lady McLeod-postzegel. Deze postzegel zonder nominale waarde werd verkocht voor 5 cent per stuk of $ 4 per 100. De postzegel had de afbeelding van een wit schip tegen een blauwe achtergrond met de sierlijke initialen LMcL. De postzegel werd door penvernietiging ongeldig gemaakt of door een hoekje van de postzegel in/af te scheuren. 